# Iota Cephei
Iota Cephei (ι Cep, ι Cephei ) è una stella nella costellazione di Cefeo di magnitudine apparente +3,51, distante 115 anni luce dalla Terra.

## Osservazione
La sua posizione è fortemente boreale e ciò comporta che la stella sia osservabile prevalentemente dall'emisfero nord, dove si presenta circumpolare anche da gran parte delle regioni temperate; dall'emisfero sud la sua visibilità è invece limitata alle regioni temperate settentrionali e alla fascia tropicale.
La sua magnitudine pari a +3,5 le consente di essere scorta con facilità anche dalle aree urbane di moderate dimensioni, sebbene un cielo non eccessivamente inquinato sia maggiormente indicato per la sua individuazione.
Il periodo migliore per la sua osservazione nel cielo serale ricade nei mesi compresi fra fine giugno e novembre; nell'emisfero nord è visibile anche per tutto l'autunno, grazie alla declinazione boreale della stella, mentre nell'emisfero sud può essere osservata in particolare durante i mesi del tardo inverno australe.

## Caratteristiche fisiche
Iota Cephei è una gigante arancione di tipo spettrale K0III avente una massa solo 35% maggiore di quella del Sole, ma ha un raggio 11 volte superiore, in quanto, avendo terminato l'idrogeno all'interno del suo nucleo da convertire in elio, ha notevolmente aumentato le sue dimensioni e la sua luminosità, che attualmente è oltre 60 volte quella solare; la sua temperatura superficiale è invece diminuita rispetto a quando era nella sequenza principale fino ai circa 4800 K attuali.